# 耶森
埃尔斯特河畔耶森（德語：Jessen (Elster)），通称耶森（德語：Jessen，發音：[ˈjɛsn̩] ⓘ），是德国萨克森-安哈尔特州维滕贝格县的城市，面积352.12平方千米，2023年12月31日人口为13,966人。